# Арапи хришћани
Арапи хришћани (арап. ﺍﻟْﻤَﺴِﻴﺤِﻴُّﻮﻥ ﺍﻟْﻌَﺮَﺏ, al-Masīḥiyyūn al-ʿArab) припадници су арапског народа, арапски држављани или говорници арапског језика који су хришћанске вјероисповијести. Према процјени из 2012, број Арапа хришћана који живе у Средњем истоку креће се од 10 до 15 милиона. Заједнице Арапа хришћана могу се пронаћи широм арапског свијета, али су концентрисане у Леванту и Египту, са мањим заједницама широм Арабијског полуострва и сјеверне Африке.
Историја Арапа хришћана поклапа се са историјом источног хришћанства и историјом арапског језика; заједнице Арапа хришћана настале или су раније постојеће хришћанске заједнице усвојиле арапски језик или су већ постојеће заједнице говорника арапског језика усвојиле хришћанство. Јурисдикције три патријаршије — Александријска, Антиохијска и Јерусалимска — Пентархије постале су претежно арапске након раних муслиманских освајања, а временом су многи вјерници усвојили арапски језик и културу. Поред тога, многе ране арапске краљевине и племена примили су хришћанство, укључујући Набатејце, Лахмиде, Салихиде, Танукиде, Ибади из Ел Хире и Гасаниде.
У савременом добу, Арапи хришћани су имали важну улогу у покрету Нахда и значајно су утицали и допринијели на пољу књижевности, политике, предузетништва, филозофије, музике, позоришта и кинематографије, медицине и науке. Данас, Арапи хришћани и даље имају важну улогу у арапском свијету, релативно су имућни, добро образовани и политички умјерени. Исељеници из заједница Арапских хришћана чине значајан дио средњоисточне дијаспоре, са значајном популацијом широм Америке, нарочито у Бразилу, Аргентини, Венецуели, Колумбији и Сједињеним Државама. Међутим, исељеници у Америку, нарочито из првог таласа, често нису пренијели арапски језик својим потомцима.
Концепт идентитета Арапа хришћана остаје споран, јер неке хришћанске скупине на Средњем истоку које говоре арапски, као што су Асирци, Јермени, Грци и други, одбацују арапски идентитет. Појединци из египатске коптске заједнице и либанске маронитске заједнице понекад преузимају неарапски идентитет.

## Историја
Историја Арапа хришћана поклапа се са историјом хришћанства и историјом арапског језика; заједнице Арапа хришћана настају или из претходно постојећих хришћанских заједница које су усвојиле арапски језик или из већ постојећих арапских говорних заједница које усвајају хришћанство. Арапи хришћани укључују старосједелачке заједнице западне Азије које су претежно усвојиле арапски језик након узастопних муслиманских освајања у Плодном полумјесецу у 7. вијеку. Присуство Арапа хришћана претходило је раним муслиманским освајањима, а било је много арапских племена која су примила хришћанство, још од 1. вијека.
Интересовања Арапа прије 9. вијека била су усмјерена првенствено на записивање и превођење преисламске поезије. Рани Арапи хришћани биљежили су сиријске химне, арапску поезију, црквене мелодије, пословице и хикам (правила управљања). Они иначе нису биљежили религију, због чега је уступило мјесто противрјечним извјештајима и ријетким доказима о одређеним праксама током неколико вијекова.
Од класичне антике до савременом времена, Арапи хришћани су играли важну улогу доприносећи култури Машрека, посебно онима на Леванту, Египту и Ираку.

### Преисламски период
У Новом завјету постоји траг о арапском примању хришћанство, забиљежен у Дјелима апостолским. Када апостол Петар проповједа Јерусалимцима, они питају,
Па како ми чујемо сваки свој језик у коме смо се родили.
… Арапи, чујемо гдје они говоре на нашим језицима о величанственим дјелима Божијим?— Дап. 2:8, 11
Прво помињање хришћанства у Арабији у Новом завјету забиљежено је када апостол Павле спомиње своје путовање у Арабију након његовог обраћања (Гал. 1:15—17). Касније, Јевсевије говори о епископу Берилу са столицом у Бостри, мјесту синода из 240. и два арабијска сабора. Нови завјет указује на рано примање хришћанства међу Арапима; поред прича Ел Табарија, Абу ел Фиде, Ел Макризија, Ибн Халдуна и Ел Масудија, Хрисови ученици (укључујући Матеја, Вартоломеја и Тадеја) отишли су у Арабију као хришћански проповједници. Созомен из Газе је рекао да су Арапи примили хришћанство кроз напоре свештеника и монаха који су се разгранали по арапским регијама, а снага хришћанства је расла како су главна племена примала хришћанство. Организоване су многе епархије на чијем челу су били епископи и архиепископи. Арапски епископи су се дијелили на: урбане епископе који су боравили у градовима и „шаторске” епископе који су боравили су шаторима и селили се са својим племенима из једног мјеста у друго. Према Ибн Дурајду, само међу Набатејцима било је четрдесет епископа. Први арапски епископ који имао јурисдикцију над Арапима био је Мојсије Сараценски, провјео је дужи низ година 4. вијека као пустињак на простору између Сирије и Египта. Његова побожност је задивила Мавију, арапску краљицу-ратницу Танухида, а његово хиротонија за епископа над њеним поданицима био је услов за примирје са Римом.
Долина Јордана и Балка су били под влашћу Арапа хришћана до 2. вијека. Набатејци, старосједеоци јужног Леванта, примили су хришћанство у касном римском периоду. У Палмири и недалеко од Ел Карјатајна постоје хришћански споменици, остаци цркава и натписи који указују на ширење хришћанства у јужној Сирији. Управа над Јорданом под римском влашћу повјерена је племену Куда. Ово племе је примило хришћанство према Јакубију, а касније су га наслиједили хришћански Салихиди и Гасаниди. Постоје поетски стихови преисламског пјесника Ел Набиге у којима велича гасанидске владаре, честитајући им Цвјети. Синај, граничећи се са Сиријом, био је административно повезан са египатском црквом са сједиштем у Александрији. Постоје документи папе александријског Дионисија из касног 3. вијека, у којима помиње своју паству Арапе хришћане на Синају и прогоне са којима су се суочили у вријеме многобожачког цара Диоклецијана. Касније, током напада Арапа пагана 309. на синајске испоснице страдало је четрдесет монаха. Монаси су утврдили нове манастире, а најутврђенији и данас активан јесте манастир Свете Катарине, подигну по налогу римског цара Јустинијана 565. године. Угостио је бројне епископе и богослове, гасанидске и лахмидске владаре и преисламске пјеснике.
Јужни арабијски град Негран постао је познат по религијском прогону хришћана које је спроводио јеменски кнез Ду Нувас, који је био страствени преобраћених у јудаизам. Арапски вођа из Неграна током овог периода, Ел Харита, канонизован је као Арета. Био је вођа хришћана Неграна у раном 6. вијеку и погубљен је током покоља хришћана које је предводио Нуваса 523. године. Ибн Халдун, Ибн Хишам и Јакут ел Хамави наводе да је Негран у потпуности био хришћански град када је Нувас прешао на јудаизам и да су становници града одбили да пређу у његову вјеру, па је извршио покољ над њима. Жртве је поменуо Ибн Исхак, а у Курану се наводе као „Људи рова”. Византијски цар Јустин I био је разјарен и охрабрио је аскумског краља Калебу да заузме Јемен и погуби јеврејског кнеза. Навас је касније свргнут и погубљен, због чега је Калеба за свог намјесника именује рођеног хришћанина Химијарита, Сумјафу Ашвау. Аскумити су тако освојили Химјар и њихова власт је трајала до 575. године. Абисинци су ширили хришћанство и њихови владари су подигли необичну грађевину у част негранских мученика. Савременицима је била познат по својој љепоти, украшена орнаментима, драгуљима и истакнутим сводовима. Арапи су звали „Негранска ћаба”. Јеменци су се касније побуни против Абисинаца и захтијевали независност. Историја биљежи хришћански утицај од Етиопије до арапских земаља у преисламским временима, а неки етиопски хришћани су можда живјели у Меки.
Јемен је имао важан удио у равном хришћанству. У 2. вијеку, грчки богослов Пантен је напустио Александрију и кренуо ка Јемену као мисионар послије примања хришћанства. Историчари као што су Руфин и Оросије помињу да је апостол Матеј био мисионар у Јемену и Абисинији. Развио се посебан однос између народа Јемена и Сиријске цркве, као што се закључује из дјела Јефрема Сирина, биографије Симеона Столпника и историчара Филосторгија, који је рекао да нека села и насеља у Јемену говоре сиријски. Црква Ел Калис у Сани изграђена је за поклоника и да привуче ходочаснике који путују у Ћабу у Меки и тврђаву Гумдан. На организационом нивоу, архиепископ Јемена носио је титулу „католикос”, која је по рангу одмах испод „патријарха”. Ширење хришћанства међу Арапима стигло је до Горње Месопотамије, гдје су живјела племена Бакр и Мудар, оба позната по својим чврстим хришћанским вјеровањима и поштовању војног свеца Сергија. Ибн Халикан је споменуо да су сви јеменски Арапи у Ираку примили хришћанство, укључујући Тајмалах, Калб, Лахмиди и Танукиди, а многи су се преселили у Бахреин до 4. вијека.
У Медини је постојала хришћанска секта коју је званична црква одбацила и сматрала јеретичком. Дјевицу Марију су прогласили божанством и приносили јој дарове. Ову секту су помињали бројни историчари, укључујући Епифанија и Ибн Тајмију, који су их назвали „Маријанци”. Исто тако, Ел Замахшари и Ел Бајдави помињали су ову секту у свом тумачењу Курана. Друга секта позната као „Давидовци” била је позната по својим претјеривањима у одавању почасти краљу Давиду. Неки савремени историчари су је класификовали као јудеохришћанску јерес. У Меки, племе Јурхум је примило хришћанство за вријеме свог шестог кнеза, Абд ел Масих ибн Бакија, и надгледао је службу Харама током одређеног временског периода. Према Абу ел Фараџу ел Исфаханију, племена Азд и Хуза постали су хришћани заједно са њима. Најраније назнаке хришћанства у Меки је хришћанско гробље изван Медине према извору Анбаса, што је потврдио Ел Макдиси, као и примању хришћанства међу појединим Курејшама.

### Исламско доба
Након пада великих области некадашњих византијских и персијских провинција у арапске руке, бројно старосједелачко хришћанско становништво различитог етницитета дошло под власт арапских муслимана. Историјски гледано, извјестан број мањинских хришћанских секти био је прогањан као јеретички под византијском влашћу (као што су нехалкидонци). Исламска освајања су поставила два процеса која су утицала на ове хришћанске заједнице: процес арабизације, што је довело до постепеног усвајања арапског као говорног, књижевног и литургијског језика (често поред језика предака) и много спорији, али упорни процес исламизације. Док су заповједници муслиманских армија шири своје царство и нападали земље у Азији, сјеверној Африци и јужној Европи, својим непријатељима би понудили три услова: примање ислама, плаћање џизије (пореза) сваке године или рат до смрти. Они који су добили да воде рат и одбили да се преобрате, сматрало се да су пристали да плаћају џизију.
Као „Народи Књиге”, према исламском закону хришћани су добили одређена права да практикују своју религију (укључујући да се хришћански закон користи за доношење одлука, поравњање или пресуде на суду). За разлику од муслимана, који су плаћали зекат, хришћани су плаћали џизију, обавезни порез. Џизија се није наплаћивала робовима, женама, дјеци, монасима, старима, болеснима, пустињацима или сиромашнима. Заузврат, немуслиманским грађанима је било дозвољено да практикују своју вјеру, да уживају одређену заједничку самоуправу, да имају право на заштиту муслиманске државе од спољне агресије, да буду ослобођени војне службе и да буду ослобођени зеката. Као Арапи муслимани, и Арапи хришћани за Бога користе назив „Алах”. Као и код хришћана на Малти, ова пракса се разликује од исламске употребе ријечи Алах, која се односи на лично име Бога у тој религији. Употреба термина Алах у арапским црквама претходила је исламу.
Током златног доба ислама, хришћани су доприносили исламској цивилизацији у различитим областима, а институција позната као Кућа мудрости је ангажовала хришћанске научнике да преводе дјела на арапски и развијају нова знања.

### Савремено доба
Арапи хришћани су одувијек били посредници између исламског свијета и хришћанског Запада, углавном због међусобног религијског афинитета. Антиохијски грчки хришћани дијеле православне везе са Русијом и Грчком; док Мелкити и Маронити дијеле католичке везе са Ватиканом, Италијом и Француском. Научници и интелектуалци се слажу да су хришћани у арапском свијету дали значајан допринос арапској цивилизацији од увођења ислама, и имали су значајан утицај доприносећи култури Маштрика. Многи арапски хришћани данас су љекари, забављачи, филозофи, владини званичници и књижевници.

#### Академија
Арапи хришћани су кроз историју били познати по свом утицају на академију и књижевност. Хришћански научници који говоре арапски писали су обимна богословска и филозофска дјела и расправе на арапком језику у којима су не само одговарали на полемику својих муслиманских противника, већ су такође пружили систематске апологетске расправе о хришћанској вјери и обичајима. Значајни либански академици савременог доба су кармелићански лингвиста Анастас ел Кармал, романописац Тавфик Јусуф Авад и филолог Ибрахим ел Јазији, чији су преводи Библије били међу првима на савременом арапском језику. Постоји много пријевода Новог завјета или дијелова на регионалне колоквијалне облика арапског. Академски рад познатог палестинског љекара и етнографа Тавфрика Канана служи као драгоцјени ресурс истраживачима палестинске историје. Јордански историчар Сулејман Муса био је једини аутор који је писао о Лоренсу од Арабије и показао арапску перспективу догађаја. Муса је примјетио да је написано много књига које хвале Лоренса, и да су све преувеличавале његову улогу у арапској побуни и нису успјели да учине правду самим Арапима. Међу сиријским писцима су научник Френсис Мараш и списатељица Хана Мина, описани у Literature from the „Axis of Evil” као најистакнутији у земљи.

#### Политика
Арапи хришћани били су међу првим арапским националистима. Још 1877, маронитски вођа Јусеф-бег Карам предложио је емиру Абделкадеру одвајање провинција са арапским говорним становништвом од Османског царства користећи изразе  („арапска раса”) и  („арапска племена”). Почетком 20. вијека, многи истакнути арапски националисти били су хришћани, попут сиријског интелектуалца Константина Зурејка, заговорника баатизма Мишела Афлака и Јурџија Зајдана, који је словио за првог арапског националисту. Халил ел Сакакини, истакнути палестински Јерусалимац, био је арапски православац, као и Георге Атониус, либански аутор The Arab Awakening. Грегоир Хадад, познат као „Црвени епископ Бејрута”, основао је Либански социјални покрет заједно са шиитским имамом Мусом ел Садром 1960, а у наредним годинама је заговарао исламско-хришћански дијалог. Први сиријски националисти су такође били хришћани. Иако су обојица Либанци, Антун Садах је основао Сиријску социјалну националистичку странку, а Бартус ел Бустани се сматра првим сиријским националистом. Садах је одбацио панарабизам и умјесто тога се залагао за стварање „Уједињене сиријске нације” или „Природне Сирије”. Жорж Хабаш, оснивач Народног фронта за ослобођење Палестине, био је арапски православац, као и Вадеј Хадад, вођа оружаног крила НФОП. Утицајни палестински хришћани као што су Тавфик Туби, Дауд Турки, Емил Тума и Емил Хабиби постали су вође палестинске и израелске комунистичке партије. Наиф Хаватме је оснивач и лидер Демократског фронта за ослобођење Палестине, а Камал Насер и Ханан Ашрави били су чланови Извршног одбора Палестинске ослободилачке организације.

#### Медији
Арапи хришћани су развили хришћанске медије на арапском језику, укључујући разне новине, радио-станице и телевизијске мреже као што су Télé Lumière, Aghapy TV, CTV и SAT-7, хришћанска емитерска мрежа основана 1995; циљ мрежа су првенствено Арапи хришћани на Средњем истоку и сјеверној Африци. Ове медијске мреже производе десетине хришћанских филмова, музичких дјела, као и радијске и телевизијске програме на арапском језику.
Сиролибански мелкит Салим Такла и његов брат Бешара основали су у Александрији 1875. новине Ел Ахрам; сада најтиражније египатске дневне новине. Слично, либански протестант Фарис Намир је био један од оснивача Ел Мукатама 1888, водећих новина са сједиштем у Каиру које су биле у оптицају до 1954. године. У Палестини, Наџиб Насар је основао новине Ел Кармил, које су биле прве антиционистичке недјељне новине. Појавиле су се у Хаифи 1908, а Британци су их затворили 1940-их. Исто тако, арапска православна породица Ел Иса из Јафе основала је лист Фаластин 1911. године. Лист је био најдосљеднији палестински критичар раног ционистичког покрета. У Либану је утицајна православна породица Туени основана новине Ан Нахар 1933, такође један од водећих листова данашњице. Ширин Абу Акле је 25 година радила као репотерка за Ал Џазиринин канал на арапском језику.
Популарна либанска пјевачица Фејруз продала је преко 150 милиона плоча широм свијета, што је чини најпродаванијим средњеисточним умјетничком свих времена. Остали либански пјевачи су Мажда ел Руми, Вадих ел Сафи, „краљица арапског попа” Ненси Ажрам и Лидија Канан. Угледни сиријски пјевачи су Жорж Васуф и Насиф Зејтон. Међу Палестинцима познати су Лина Макул и Фади Андравос, а у Израелу је Мира Авад.

#### Улога у Нахди
Нахда (у преводу „буђење” или „ренесанса”) била је културна ренесанса која је започела крајем 19. и почетком 20. вијека. Почела је одласком Мухамеда Алија из Леванта 1840. године. Бејрут, Каиро, Дамаск и Алепо били су главна средишта ренесансе, што је довело до оснивања школа, универзитета, позоришта и штампарија. Ренесанса је довела и до појаве политички активног покрета познатог као „удружење” које је пратило рађања арапског национализма и захтјев за реформацију Османског царства. То је довело до позива на успостављање савремених држава заснованих на европским државама. Током ове етапе уведена је прва сложеница арапског језика уз њено штампање у словима, а касније је покрет утицао на области музике, скулптуре, историје, хуманистичких наука, економије и људских права.
Ова културна ренесанса током касне османске владавине била је квантни скок за Арапе у постиндустријској револуцији и није ограничена на појединачна поља културне ренесансе у 19. вијеку, пошто се Нахда само проширила на спектар друштва и поља у цјелини. Хришћанске високошколске установе (које прихватају све вјере) као што су Универзитет Светог Јосифа, Амерички универзитет у Бејруту (Сиријски протестантски колеџ до 1920) и Универзитет Ел Хикма у Багдаду, између осталих, играли су истакнуту улогу у развоју арапске културе. Историчари су сагласни око важности улоге које су Арапи хришћани одиграли у ренесанси и њихова улога у просперитету кроз учешће у расељењу. С обзиром на улогу у политици и култури, османски министри су почели да их укључују у османске владе. У економској сфери, одређени број хришћанских породица, попут православне породице Сарсук, постао је истакнут. Тако је Нахда довела муслимане и хришћане до културне ренесансе и националног општег деспотизма. То је учврстило Арапе хришћане као један од стубова регије, а не мањину на самој ивици.
- Значајни Арапи хришћани из Нахде
- Насиф ел Јазиџи
(1800—1871)
био је либански писац, пјесник и кључна личност Нахде
- Мари Аџами
(1888—1965)
била је сиријска списатељица која је покренула прве женске новине на Средњем истоку
- Меј Елијас Зијада
(1886—1941)
била је либанско-палестинска пјесникиња и пионир оријенталног феминизма
- Халил Бајдас
(1874—1949)
био је палестински научник, преводилац, педагог и романописац
- Кустаки ел Химси
(1858—1941)
био је сиријски интелектуалац и оснивач савремене арапске књижевне критике
- Маријана Мараш
(1849—1919)
била је писац, пјесник и прва Сиријка која је објавила збирку поезије

#### Религијски прогон
Покољ у Алепу 1850, често називан и једноставно као Догађаји, били су немири које су покренули муслимани Алепа, углавном из источног четврти града, против хришћанских суграђана, углавном из сјеверних предграђа претежно хришћанских четврти Џудајда и Салибех. Историчари сматрају да су догађаји посебно важни у историји Алепа, јер представљају прве немире у регији у којима су муслимани напали хришћане. Католички патријарх сиријски Игњатије Петар VII смртно је рањен у нападима и преминуо је годину дана касније. У нередима је погинуло 20—70 људи, а од експлозивних направа је погинуло 5000 људи.
Грађански сукоб на планини Либан и Дамаску 1860. и каснији покољ током османске владавине, започет сукобима између Маронита и Друза са планине Либан. Послије одлучујућих побједа и покоља над хришћанима, сукоб се прелио на друге дијелове османске Сирије, нарочито на Дамаск, гдје су Друзи и муслиманске милиције убили преко 10.000 хришћанских становника различитих конфесија. У подршку војних власти и османских војника, Друзи и савезничке милиције спровеле су покоље у Дамаску који су трајали три дана (9—11. јул). До краја рата убијено је око 20.000 хришћана, а многа села и цркве су уништена. Хришћанска четврт старог Дамаска је уништена, а куће опљачкане. Мемоари историчара Михаила Мишаке о покољу су драгоцјени за историчаре, јер је то једини извјештај који је написао преживјели у прогонима. Емир Абделкадир, прогнани алжирски муслимански војсковођа, наредио је својим синовима и војницима да заштите и заклоне хришћане Дамаска од предстојећег насиља које се ширило градом, чиме је спасио хиљаде и сачувао ову древну заједницу од потпуног уништења.
Мелкити и Маронити претрпјели су безобзирност османских власти и поморску блокаду Француске и Британије, што је довело до Велике глади у Планини Либан (1915—1918) током Првог свјетског рата, који је био је у спрези са геноцидом над Јерменима, Асирцима и Грцима. Глад у Планини Либан изазвала је највећу стопу смртности становништва током Првог свјетског рата. Од 400.000 становника колико је процијењено у Планини Либан, од глади је умрло око 200.000. Либанско расијање у Египту финансирало је испоруку залиха хране у Планину Либан, послату преко сиријског острвског града Арвад. Либанско-амерички писац Халил Џубран је 26. маја 1916. написао писмо Мери Хаскел у којем наводи:
Глад у Планини Либан је планирана и подстакнута од турске управе. Већ је 80.000 умрло од глади, а хиљаде умиру свакодневно. Исти поступак се десио са хришћанским Јерменима и примјењује се на хришћане у Планини Либан.

#### Религијски сукоби
Током Арапско-израелског рата 1948, одређени број палестинских православних и мелкитских заједница етнички је очишћен и протјеран из својих градова, укључујући Басу, Рамлу, Лод, Сафед, Кафр Бирим, Икрит, Табрику, Ејлабун и Хаифу. Многи хришћански градови или градске четврти су етнички очишћени или уништени од 1948. до 1953. године. Сви хришћани Сафеда, Бејсана, Тиберијаде су протјерани, а велики проценат је расељен у Хаифу, Јафу, Лиду и Рамлу. Арапин хришћанин Константин Зурејк први је сковао термин „Накба” арап.  — „катастрофа”, који се односи на палестински егзодус 1948. године. Либански грађански рат почео је 1975. између два широка табора, углавном хришћанског „десничарског” Либанског фронта којег су чинили углавном Маронити и Мелкити, против углавном муслиманског и арапског националистичког „љевичарског” Либанског националног покрета, уз подршку Друза, православаца и палестинске заједнице. Рат је био окарактерисан киднаповањем, силовањем и покољем оних који су ухваћени на погрешном мјесту, док је свака страна елиминисала „непријатељске” енклаве — углавном хришћанске или муслиманске области са ниским приходима. Маронити и Мелкити су гледали на Француски и средоземне земље, док је већина муслимана и православаца гледала на арапског залеђе као своју политичку звијезду водиљу. Израел је напао Либан 1982. с циљем да уништи Палестинску ослободилачку организацију (ПОО), која је опсједала у Западном Бејруту. Израел је касније био приморан на повлачење усљед вишеструких герилских напада Либанског националног фронта отпора и све већег непријатељства свих снага у Либану према њиховом присуству.
Са догађајима из Арапског прољећа, сиријска заједница Арапа хришћана тешко је погођена заједно са другим хришћанским заједницама у Сирији, као жртва рата и посебно на мети џихадистичких снага као мањина. Многи хришћани, укључујући Арапе хришћане, расељени су или су избјегли из Сирије током грађанског рата. Када је почео сукоб у Сирији, хришћани су обавјештени да буду на опрезу и да избјегну сврставање на одређену страну, али су због појачаног насиља и јачања Исламске државе показали подршку Асаду, страхујући да ће, ако Асад буде свргнут, бити мета и да ће доћи до нестабилности. -The Carnegie Middle East Center}- навео је да већина хришћана више подржава Асада, јер се плаши хаотичне ситуације или да ће бити под контролом исламистичких оружаних група подржаних од Запада или Турске.

### Арапско расијање
Милиони људи који живе изван Средњег истока — у арапском расијању — воде поријекло од Арапа хришћана. Углавном живе у Америци, али многи њихови потомци живе и у Европи, Африци и Океанији. Међу њима, милиони палестинских хришћана живи у палестинском расијању, а процјењује се да 6—7 милиона Бразилаца има либанско поријекло. Масовно исељавање Арапа почело је 1890-их када су Либанци и Сиријци бјежали од политичке и економске нестабилности узорком пада Османског царства. Ови рани исељеници познати су као Сиролибанци, Либанци и Палестинци, али и као Турци. Према попису становништва у Сједињеним Државама 2020, у земљи је живјело најмање 3,7 милиона Арапа, од којих је нешто мање од 600.000 поријеклом из Либана. Већина је хришћанске вјероисповјести, око 63—77% укупне популације Арапских Американаца.
Историјски догађаји који су изазвали масовно исељавање Арапа хришћана били су грађански сукоби на планини Либан и Дамску 1860, Велика глад у Планини Либан 1915—1918, протјеривање и исељавање Палестинаца 1948, протјеривање и исељавање из Египта, Либански грађански рат и рат у Ираку.

#### Улога у Махжару
Махжар (један од дословних превода је „арапско расијање”) био је књижевни покрет који је наслиједио покрет Нахда. Покренули су га хришћански арапски писци и који су се доселили у Америку из Либана, Сирији и Палестине на прелазу у 20. вијек. Писци покрета Махжар били су подстакнути личним сусретом са западним свијетом и учествовали су у обнови арапске књижевности, па су их њихови заговорници називали и писцима „касне Нахде”.
Друштво оловке било је прво арапско књижевно друштво у Сјеверној Америци, чији су оснивачи Сиријци Насиб Арида и Абд ел Масих Хадад. Остали чланови су били Халил Џубран, Иља Абу Мади, Михаил Нуајме и Амин Рејхани. Друштво се распало послије Џубранове смрти 1931. и Нуајмеовог повратка у Либан 1932. године. Нуајме је постао познат широм свијета по својим духовним списима, прије свега по Књизи Мирдада.

#### Значајни Арапи хришћани
Значајне личности из расијања су швајцарски бизнисмен либанско православног поријекла Николас Хајек и мексички пословни магнат либанског маронитског поријекла Карлос Слим. Од 2010. до 2013. Слим је био рангиран као најбогатија особа на свијету према часопису Форбс. Личности из свијета забаве укључују глумце Омара Шарифа, Џемија Фара, Салму Хајек, Тонија Шалуба, Денија Томаса, добитника Оскара Ф. Марија Абрахама и режисера Јусефа Шахина. Међу академским личности су биљни биолог Џоан Чори, научник Насим Николас Талеб, срчани и васкуларни хирург Мајкл Дебејки, проналазач iPod и копроналазач iPhone Тони Фадел, математичар Мајкл Атија, професор Чарлс Елачи, интелектуалац Едвард Саид и добитник Нобелове награде за хемију 1990. Елајас Џејмс Кори и добитник Нобелове награде за физиологију или медицину 1960 Питер Медавар. Међу другим познатим личностима су репортерка и дугогодишњи члан новинарског корпуса Бијеле куће Хелен Томас, активиста и предсједнички кандидат Ралф Нејдер, судија Розмери Баркет и амерички гувернер и академски администратор Мич Денијелс.

## Идентитет

### Конфесије
Арапи хришћани су углавном православци (вјерници Александрије, Антиохијске и Јерусалимске патријаршије), римокатолици (вјерници католичке Латинске цркве), мелкити (вјерници Мелкитске цркве), англиканци (вјерници Англиканске заједнице), маронити (вјерници Маронитске цркве), као и древноисточне православне цркве, мање источне католичке, лутеранске и презвитеријанске цркве.
| Конфесија                     | Евхаристијско општење | Бр. вјерника    | Чланство је првенствено одређено на арапски идентитет? | Потраживање алтернативних идентитета | Сједиште | Литургијски језик | Јурисдикција                                                   |
| ----------------------------- | --------------------- | --------------- | ------------------------------------------------------ | ------------------------------------ | --- | ----------------- | -------------------------------------------------------------- |
| Коптска православна црква     | Древноисточне         | 10 милион       | Мјешовито                                              | Коптски, укључујући фараонизам       | Древно: Александрија Савремено: Коптска православна катедрала Светог Марка, Каиро, Египат                           | коптски, арапски  | Египат                                                         |
| Маронитска црква              | Католичка             | 3,5 милиона     | Мјешовито                                              | Маронитски, феничански и арамејски   | Древно: Антиохија Савремено: Бкерке, Либан                                                                          | арапски, сиријски | Либан (отприлике једна трећина), Сирија, Израел, Кипар, Јордан |
| Антиохијска патријаршија      | Православна           | 4,2 милиона     | Да                                                     | Арапи                                | Древно: Антиохија Савремено: Саборни храм Свете Дјеве Марије, Дамаск, Сирија                                        | арапски           | Сирија, Либан, Турска, Јордан, Палестина, Израел, Ирак         |
| Сиријска православна црква    | Древноисточне         | 1,4 милиона     | Не                                                     | Јаковитски, асирски и арамејски      | Древно: Антиохија Савремено: Саборни храм Светог Ђорђа, Дамаска, Сирија;(историјски манастир Мор Ханањо, Тур Абдин) | сиријски          | Сирија, Либан, Ирак, Турска                                    |
| Мелкитска гркокатоличка црква | Католичка             | 1,6 милиона     | Мјешовито                                              | Грчки и византијски                  | Древно: Антиохија Савремено: Катедрала Успења Дјеве Марије, Дамаска, Сирија                                         | арапски, грчки    | Египат, Палестина, Израел, Јордан, Либан, Судан, Сирија, Ирак  |
| Халдејска католичка црква     | Католичка             | 0,6 милиона     | Мјешовито                                              | Халдејски, асирски, арапски          | Древно: Селеукија—Ктесифон Савремено: Катедрала Дјевице Марије Жалосне, Багдад, Ирак                                | сиријски, арапски | Ирак, Иран, Турска, Сирија                                     |
| Александријска патријаршија   | Православна           | 0,5—1,4 милиона | Мјешовито                                              | Грчки и византијски                  | Древно: Александрија Савремено: Саборни храм Благовијести Богородице, Александрија, Египат                          | арапски, грчки    | Африка                                                         |
| Асирска црква Истока          | Црква Истока          | 0,5 милиона     | Не                                                     | Несторијански, асирски и арамејски   | Древно: Селеукија—Ктесифон Савремено: Катедрала Светог Јована Крститеља, Анкава, Ербил, Ирак                        | сиријски          | Ирак, Иран, Сирија                                             |
| Јерусалимска патријаршија     | Православна           | 0,4 милиона     | Да                                                     | Арапски                              | Древно: Јерусалим Савремено: Храм Васкрсења Христовог, Јерусалим                                                    | арапски, грчки    | Палестина, Израел, Јордан                                      |
| Сиријска католичка црква      | Католичка             | 0,2 милиона     | Мјешовито                                              | Асирски или арамејски                | Древно: Антиохија Савремено: Катедрала Светог Павла, Дамаска, Сирија                                                | сиријски          | Либан, Сирија, Ирак, Турска                                    |
| Коптска католичка црква       | Католичка             | 0,2 милиона     | Мјешовито                                              | Коптски, укључујући фараонизам       | Древно: Александрија Савремено: Катедрала Госпе од Египта, Каиро, Египат                                            | коптски, арапски  | Египат                                                         |
| Древна црква Истока           | Црква Истока          | 0,1 милион      | Не                                                     | Несторијска, асирски                 | Древно: Селеукија—Ктесифон Савремено: Катедрала Дјеве Марије, Багдад, Ирак                                          | сиријски          | Ирак                                                           |

### Самоидентификација
Питање самоидентификације поставља се у вези са одређеним хришћанским заједницама широм арапског свијета. Значајан дио Маронита тврди да потиче од Феничана, док значајан дио Копта тврди да потичу од древних Египћана.

#### Арапи
Одредница „грчки” у грчким православним црквама и Мелкитској грчкоправославној цркви односи се на употребу коине грчког у литургији, који се данас користи уз арапски. Због тога, свештенство којим доминирају Грци уобичајено је вршило богослужења хришћанима који говоре арапски, иако већина није знала грчки. Неку су на грчку владавину гледали као на културни империјализам и тражи еманципацију од грчке контроле, као и укидање централизоване структуре институције путем укључивања Арапа у поступак доношења одлука.
Борба за арабизацију Православне цркве против грчке клерикалне хегемоније у Палестини навела је православне интелектуалце да се побуне против преовлађујуће грчке црквене јерархије. Побуна је била подијељена између оних који су тражили заједнички османски случај против европских упада и оних који су се идентификовали са арапским национализмом против пантурског (османског) национализма. Његови главни заговорници били су познате вође заједнице и писци из Палестине, као што су Јакуб Фараж, Халил Саканини, Јусуф ел Бандак (издавач Савтал-Шаба) и рођаци Јусуф и Иса ел Иса (оснивачи Фаластина). Рођаци су били међу првима који су расвијетлили арапску борбу против грчке клерикалне хегемоније у Јерусалимској патријаршији. И Саканини и Ел Иса су тврдили да палестинска и сиријска (антиохијска) заједница представљају потлачену заједницу, коју контролише и којом манипулише мањинско грчко свештенство.
Било је бројних спорова између арапског и грчког руководства црква у Јерусалиму од успостављања Мандата па надаље. Јордан је подстицао Грке да отворе Братство за арапске припаднике заједнице између 1948. и 1967. када је Западна обала била под јорданском влашћу. Имовински и политички спорови су постали уобичајени од 1967, а грчки свештеници су приказани као сарадници Израела. Имовински спорови укључују продају имовине Светог Јована у хришћанској четврти, пренос педесет дулуму у близини манастира Светог Илије и продају два хотела и двадесет седам продавницу на тргу Омара ибн ел Хатаба у близини цркве Светог Гроба. Спор између Палестинске самоуправе и патријарха јерусалимског Иринеја довео је до његовог разрјешења због оптужби за изнајмљивање некретнина Израелу. Патријаршијом је касније неканонски управљао васељенски патријарх Вартоломеј I.

### Рум
Домовина антиохијских грчких хришћана, позната као дијецеза Исток, била је једно од главних трговачких, пољопривредних, религијских и интелектуалних области Римског царства, а њена стратешка локација окренута према Персији давала јој је изузетан војни значај. Они су или вјерници Антиохијске патријаршије или Мелкитске гркокатоличке цркве, и имају древне коријене на Леванту; тачније, територије Сирије, Либана, Јордана и Хатаја, који укључује град Антакију (древну Антиохију). Антиохијски грчки хришћани чине вишенационалну скупину људи и тако конструишу свој идентитет у односу на конкретне историјске моменте. Анализа културног идентитета као свјесне конструкције је кориснија од једноставног означавања етничке припадности, тако да се претпоставља да идентитет наглашава засебно поријекло јединствено за Рум-хришћане (дословно „источни Римљани”) Леванта. Неки припадници заједнице себе називају и Мелкити, што значи „монархисти” или „сљедбеници цара” (односи се на њихову оданост македонској и римској царској власти), иако се у савремено доба тај термин чешће користи за вјернике Мелкитске гркокатоличке цркве.
За вријеме Османског царства заједница православаца била је укључена у етнорелигијску заједницу Рум-милет („римска (ромејска) нација”). Име је изведено по некадашњим византијским поданицима тада Османског царства, али сви православни Грци, Бугари, Албанци, Цинцари, Мегленски Власи, Срби, Грузини и средњеисточни хришћани сматрани су дијелом истог милета упркос етничким и језичким разликама.

### Халдејски
Халдејски католички патријарх Емануел III у свом интервјуу 2006. рекао је:
Сваки Халдејац који себе назива Асирцем је издајник и сваки Асирац који себе назива Халдејцем је издајник.
Халдејска црква, која је била дио Цркве Истока до 1552—1553, почела је озбиљно да се удаљава од Несторијаца који видјели као „неотесане Асирце”. Током овог периода, многи Хајдејци су почели да идентификују искључиво према својој религијској заједници, а касније као Ирачани, Ирачани хришћани или Арапи хришћани, а не са асирском заједницом у цјелини. До прве подјеле од двије скупине дошло 431, када се због богословског спора одвојила од цркве која ће касније постати Католичка и Православна црква. Одјек религијске нетрпељивости између ових заједница траје и данас, што је свједочанство махинација политике моћи у изградњи нација на Средњем истоку. Ирачки Халдејци су се намјеро позиционирали као религијска скупина унутар арапске ирачке нације. Арапски идентитет државе за њих није био само прихватљив, него је чак и чврсто подржаван. Арапски национализам који су подржавали није дискриминисао религијску припадност и стога им је био прихватљив. Данас, због присилне и прихваћене арабизације, многи Халдејци се ситуационо идентификују као Арапи.
Асирци чине већину хришћана у Ираку, сјевероисточној Сирији, југоисточној Турској и сјеверозападном Ирану. Владе Ирака, Либана, Ирана, Сирије, Израела и Турске су их дефинисали као неарапску аутохтону етничку скупину.

## Култура
Хришћанство на Средњем истоку представља велики дио разноликог културног мозаика регије. Регија обухвата најстарије хришћанске споменике, заједно са литургијом и химнама које су се шириле од 2. вијека широм регије. Познати су преводи Библије на арапски из раних хришћанских цркава на Леванту, Египту, Месопотамији, Малти, Магребу и Ел Андалузу. Хришћани су исписали стотине рукописа који су садржали дијелове Библије на арапском. Арапи хришћани славе различите светковине, укључујући јесењи Крстовдан, Варвариндан, Божић, Ђурђевдан и Илиндан. У хришћанским традицијама, Сергије и Вакх се сматрају заштитницима Арапа.
Не постоје велике културолошке разлике између Арапа хришћана и опште арапске средине. Неке разлике произилазе из религијских разлика, нпр. обичаја и традиција везаних за брак или сахрану. Такође, у друштвеним догађајима у којима учествују хришћани често се служе алкохолна пића (осим оних конфесија која подстичу трезвеност), за разлику од онога што преовлађује у већини арапских друштава, јер исламски закон забрањује жестока пића. Хришћанска кухиња је слична другим средњоисточним кухињама; за разлику од јеврејске и исламске кухиње у регији, свињетина је дозвољена међу Арапима хришћанима, иако се не конзумира у великој мјери. Обрезивање мушкараца је скоро универзално међу Арапима хришћанима и врши се убрзо након рођења као дио обреда преласка, иако је обичај обрезивања одбачен у Новом завјету, што значи да главне цркве не обавезују своје вјернике да то чине. У неким источнохришћанским конфесијама, као што је коптско хришћанство, обрезивање мушкараца је устаљени обичај и захтјева да се њихови мушки чланови подвргну обрезивању убрзо након рођења као дио обред преласка.

## Демографија
Заједнице Арапа хришћана могу се пронаћи широм арапског свијета.

### Алжир
Хришћанство је у данашњи Алжир дошло у римско доба, а опадало је по доласку ислама у 7. вијеку. Значајни Бербери хришћани из Алжира били су Свети Августин и његова мајка Света Моника, важни хришћански свеци. Прије стицања независности од Француске 1962, у Алжиру је живјело 1,4 милиона Франкоалжираца (етнички Европљани који су углавном били католици). Вјероватно, много више магрепских хришћана живи у Француској него у сјеверној Африци, због егзодуса Франкоалжираца 1960-их.
Проценат хришћана у Алжиру 2009. био је мањи од 2%. У истом истраживању, Уједињене нације су пребројале 100.000 католика и 45.000 протестаната у земљи. Студија из 2015. процјењује да је у Алжиру 380.000 муслимана прешло у хришћанство. Промјене вјере биле су најчешће у подручјима гдје су Кабили већина. Шарл де Фуко је постао познат по својим мисијама у Алжиру међу муслиманима, нарочито Арапима.

### Бахреин
Хришћана старосједелаца који имају бахреинско држављанство има око 1000.

### Египат
Копти у Египту чине највећу хришћанску заједницу на Средњем истоку, као и највећу религијску мањину у регији, која чини око 10% становништва Египта.
У Египту су још од антике постале заједнице народа Леванта, међутим они су почели да постају препознатљива мањина почетком 18. вијека. Сиролибански хришћани у Египту били су под великим утицајем европске културе и основали су цркве, штампарије и предузећа широм Египта. Њихово укупно богатство процјењивало се на 1,5 милијарди франака, 10% египатског БДП-а на крају 20. вијека. Користили су правну једнакост свих грађана предвиђена египатским уставом којим је сиролибанским хришћанима дата пуноћа грађанских права, прије Насерових реформи.

### Ирак
Заједница Арапа хришћана у Ираку је релативно мала и додатно се смањила због рата у Ираку на само неколико стотина хиљада. Већина Арапа хришћана у Ираку традиционално припада Православној и Католичкој цркви и концентрисани су у великом градовима као што су Багдад, Басра и Мосул. Већину хришћана у Ираку чине Асирци.
Исламска Држава је спроводила прогон ирачких хришћана у Мосулу и другим подручјима од 2014. до 2017. године. Хришћанске куће су означаване арапским словом нун (ن), што је скраћеница од термина „насрани” (Назареи).

### Израел
Према подацима из 2023, у Израелу живи нешто више од 140.000 Арапа хришћана. Од 2014. Мелкитска гркокатоличка црква је највећа хришћанска заједница у Израелу, којој је припадало око 60% израелских хришћана, док је око 30% израелских хришћана припадало Јерусалимској патријаршији. Хришћанске заједнице у Израелу воде бројне школе, факултете, болнице, клинике, сиротишта, домове за старе, спаваонице, породичне и омладинске центре, хотеле и пансионе.
Назарет је град са највећом заједницом Арапа хришћана у Израелу, а слиједе градови Хаифа, Јерусалим и Шефа Амр. Арапи хришћани у Назарету и Хаифи су обично богатији и образованији од осталих Арапа у Израелу. Хришћани живе у низу других градова у Галилеји или самостално или помијешани са муслиманима и Друзима, као што су Абу Снан, Арабе, Бина, Далијат ел Кармел, Дејр Хана, Ејлабун, Хурфејш, Ибилин, Исфија, Џиш, Кафр Кана, Кафр Јасиф, Кисра Смеа, Магар, Мазраа, Мукејбле, Пкиин, Раме, Рас ел Ејн, Рејне, Сахнин, Шефа Амр, Туран, Јафија и остала мјеста која такође имају заједнице Арапа хришћана, као и други мјешовити градови, нарочито Јерусалим и Тел Авив — Јафа, Рамла, Лод, Ако, Ноф Хагалил и Малот Таршиха. Према извјештају цјелокупно становништво Фасуте и Миилије су мелкитски хришћани.
Арапи хришћани су једна од најобразованијих скупина у Израелу. Према подацима израелског Државног завода за статистику заједница Арапа хришћана описан је као „најуспјешније у образовном систему”. Статистички гледано, Арапи хришћани у Израелу имају највише стопе образовања у поређењу са другим религијским заједницама. Према Државном заводу за статистику из 2010, 63% израелских Арапа хришћана има факултетско или постдипломско образовање, највише од било које религијске и етнорелигијске скупине. Арапи хришћани такође имају једну од највиши стопа успјеха (73,9% 2016. године) на матурским испитима по глави становника у поређењу са муслиманима, Друзима, Јеврејима и свим ученицима у израелском образовном систему као скупина. Арапи хришћани су такође у самом врху у погледу квалификованост за високо образовање. Такође, у односу на Јевреје, муслимане и Друзе, Арапи хришћани имају више факултетских и академских звања по глави становника. Стопа студената који студирају медицинске науке већа је међу арапским хришћанским студентима, у поређењу са свим студентима из других заједница. Упркос чињеници да Арапи хришћани представљају са 2,1% укупне израелске популације, они су 2014. чинили 17% студената на универзитетима и 14,4% студената на колеџима. Социо-економски, Арапи хришћани су ближи јеврејском, него муслиманском становништву. Имају најмању учесталост сиромаштва и најмање проценат незапослености који износи 4,9% у поређењу са 6,5% међу Јеврејима. Такође, имају највећи просјечни приход домаћинства међу арапским грађанима Израела и други највиши просјечни приход домаћинства међу израелским етнорелигијским скупинама. Према студији, већина хришћана у Израелу (68,2%) запослена је у услужном сектору, односно банкама, осигуравајућим друштвима, школама, туристичким агенцијама, болницама итд. Дио Арапа хришћана у Израелу залаже се за идеје панарабизма, док се мала мањина пријављује у Израелске одбрамбене снаге.

### Јордан
Јордан садржи неке од најстаријих хришћанских заједница на свијету, чије присуство датира још из 1. вијека. Данас, хришћани чине око 4% становништво, у односу на 20% 1930. године. Разлог је висока стопа досељавања муслимана у Јордан, веће стопе исељавања хришћана на запад и веће стопе наталитета муслимана. Хришћани су изузетно добро интегрисани у јорданско друштво и уживају висок ниво слободе. Хришћанима је додијељено 9 од укупно 130 мјеста у Парламенту Јордана, а такође имају важне министарске портфеље, амбасадорска именовања и положаја високог војног ранга. Сви хришћански религијски празници се јавно прослављају у Јордану.

Јорданских Арапа хришћана (неки имају палестинске коријене од 1948) има око 221.000, према процјени Православне цркве из 2014. године. Студија је искључила мањинске хришћанске скупине и хиљаде западних, ирачких и сиријских хришћана који живе у Јордану. Друга процјена сугерише да је број православаца 125.000—300.000, католика 114.000 и протестаната 30.000, што је укупно 270.000—450.000. Већина старосједелаца Јордана се изјашњава као Арапи, иако у земљи има и значајан удио асирског и јерменског становништва. Такође, забиљежен је прилив хришћанских избјеглица из Мосула и Ирака уопште око 7000 и 20.000 из Сирије. Јордански краљ Абдулах II дао је чврсте изјаве о хришћанима:
Дозволите ми да још једном кажем: Арапи хришћани су саставио дио прошлости, садашњости и будућности мог региона.

### Кувајт
Домаће хришћанско становништво Кувајта постоји, иако је у суштини малобројно. Кувајћана хришћана има између 259 и 400. Кувајћани хришћани се могу подијелити у двије скупине. У прву спадају најранији кувајтски хришћани, поријеклом из Ирака и Турске. Они су се асимилирали у кувајтско друштво, као и њихове муслимански парњаци, и имају тенденцију да говоре арапски кувајтским дијалектом; њухова храна и култура су такође претежно кувајтски. Чине око четвртине кувајтског хришћанског становништва. Остатак (око тру четвртине) чине другу скупину. То су новији досељеници 1950-их и 1960-их, углавном палестинског поријекла протјерани из Палестине 1948. године. Постоји и мањи број хришћана поријеклом из Сирије и Либана. Ова скупина није асимилована као прва, јер њихова храна, култура и дијалекат, још увијек одржавају поријеклом из Леванта. Већина Кувајћана хришћана припада дванаест великих породица, међу којима су Шамац (из Турске) и Шухајбар (из Палестине) најистакнутије.

### Либан
Либан највећи број хришћана у арапском свијету пропорцијално, а у апсолутном броју је одмах из Египта. Око 350.000—450.000 либанских хришћана су православци и Мелкити, док су најдоминантнија скупина Маронити са око 1.000.000 припадника, чији се арапски идентитет упорно оспорава. Либански хришћани су једини хришћани на Средњем истоку са значајном политиком улогом у земљи. У складу са Националним пактом, предсједник Либана мора бити Маронит, замјеник предсједника Парламента и замјеник премијера мора бити православац, а Мелкити и протестанти имају девет резервисаних мјеста у Парламенту. Маронити и Друзи су основали савремени Либан почетком 18. вијека, кроз владајући и друштвени систем познат као „маронитско-друски дуализам” у Мутасарифату Планина Либан.
Хришћани су чини око 60% становништва Либана 1932. године. Тачан број хришћана у Либану је неизвјестан јер званичан попис становништва није спроведен од 1932. године. Либански хришћани су углавном вјерници Маронитске и Православне цркве, а значајне мањине су вјерници Мелкитске гркокатоличке и Јерменске апостолске цркве.

### Либија
Хришћанство је било присутно у Триполитанији и Киренаици још у римско доба. Процјењује се да има око 60.000 Копта у Либији. Према процјени из 2015, око 1500 хришћана муслиманског поријекла живи у земљи.

### Мароко
Хришћанство у Мароку се јавило у римско доба, када су га практиковали Бербери у римској Тингитанској Мавретанији, иако је нестало након исламских освајања. Мароко је био дом пола милиона Европљана хришћана (углавном шпанског и француског поријекла) прије мароканске независности. Државни секретаријат Сједињених Држава процјењује да у Мароку живи више од 40.000 Арапа и Бербера хришћана. Pew-Templeton процјењује да у Мароку живи 20.000 хришћана. Процјењује се да је између 8000 и 50.000 Мароканца прешло у хришћанство (већина криптовјерници).

### Палестина
Већина Палестинаца хришћана тврди да потичу од првих хришћанских преобраћеника, Арамејаца, гасанидских Арапа и Грка који су се населили у регији. У Палестини живи 36.000—50.000 хришћана, од којих већину чине православци и древноисточни православци, затим католици и евангелисти. Већина Палестинаца хришћана живи у областима Витлејема и Рамале. Непосредно прије него што је Хамас преузео власт у Гази 2007, у Појасу Газе је живјело 3200 хришћана. Половина хришћанске заједнице у Гази пребјегла је у Западну обалу или иностранство након Хамасовог преузимања власти. Међутим, Палестинци хришћани у Гази суочени су са ограниченом слободом кретања због израелске блокаде, што се наводи као један од разлога који доприноси њиховог све мањем броју.
Многи Палестинци хришћани заузимају високе положаје у палестинском друштву, нарочито на политичком и друштвеном нивоу. Управљају високим школама, универзитетима, културним центрима и болницама, међутим хришћанске заједнице у Палестинској самоуправи и Појасу Газе у посљедње двије деценије знатно су се смањиле. О узроцима егзодуса Палестинаца хришћана нашироко се расправља, а сам процес је започет још од османских времена. Ројтерс преноси да се многи Палестинци хришћани исељавају у потрази за бољим животним стандардом. Ватикан види израелску окупацију и општи сукоб у Светој земљи као главне разлоге за егзодус хришћана са територије. Пропадање хришћанске заједнице у Палестини прати тренд исељавања хришћана са Средњег истока којим доминирају муслимани. Неке цркве су покушале да побољшају стопу исељавања младих хришћана изградњом субвенционисаних стамбених објеката за њих и ширењем напора на обуци за посао.

### Саудијска Арабија
Џубаилска црква је остатак цркве у близини Џубаила. Неки дијелови данашње Саудијске Арабије, као што је Наџран, били су претежно хришћански до 7—10. вијека, када је већина хришћана протјерана, прешла у ислам или се иселила преко Морског пута у Азију, с којом је већ постојала трговачка рута, други су одселили сјеверно до Јордана и Сирије. Неки Арапи хришћани остали су да живе као криптохришћани. Нека арапска племена, као што је Таглиб, била су хришћанска.

### Судан
Хришћанство у Судану има дугу и богату историју, која датира из раних вијекова хришћанске ере. По предању, апостол Матеј је посјетио регију и активно учествовао у успостављању цркве јужно од Асуана. У вријеме доласка ислама у 7. и 8. вијеку, становници данашње Судана били су претежно коптски хришћани.
Данас у Судану има око 100.000 Арапа хришћана.

### Сирија
Арапи хришћани у Сирији су претежно православци и мелкити, уз нешто римокатолика. Неарапски сиријски хришћани су Асирци (познати као Халдејци или Сиријци), Грци и Јермени. Асирске избјеглице из Турске и Ирана дошле су у Сирију послије геноцида током Првог свјетског рата, а касније послије рата у Ираку 2003. године. Због грађанског рата у Сирији, велики број хришћана избјегао је у Либан, Јордан и Европу. Међутим, значајан дио становништва још увијек живи у Сирији, а неки су интерно расељени. Западноарамејски говоре и Арамејци (или Сиријци) хришћани и муслимани у удаљеним селима планинама Каламун, укључујући Малула, Џубадин и Бака.
Највећа хришћанска црква у Сирији је Антиохијска патријаршија, чији су вјерници првенствено Арапи хришћани, затим слиједи Сиријска православна црква, чији се вјерници идентификују као Асирци или Сиријци. Укупна популација Сирије и Либана 1910. процјењује се на 30% у популацији од 3,5 милиона. Према попису у Сирији из 1960. забиљежено је нешто више од 4,5 милиона становника, хришћани су чинили нешто мање од 15% становника (или око 675.000). Од 1960. становништво Сирије се повећало пет пута, а хришћанско само 3,5 пута. Из политичких разлога, од тада није вршен новији попис. Најновије процјене прије грађанског рата у Сирији сугеришу да су хришћани чинили укупно око 10% укупне популације од 23 милиона, због ниже стопе наталитета и веће стопе исељавања од муслиманских сународника.
Иако у Сирији постоји религијска слобода, сви грађани Сирије, укључујући хришћане, подлијежу шеријатским законима о личном статусу који регулишу старатељство над дјецом, насљеђивање и усвајање. Нпр. у случају развода, жена губи право на старатељство над синовима када напуне тринаест година, а над ћеркама када наврше петнаест година, без обзира на вјероисповијест.

### Тунис
Хришћанство је на простор данашњег Туниска стигло током римског доба. Међутим, након доласка ислама, број хришћана се смањио. Прије независности, Тунис је био дом за 255.000 европских хришћана (углавном италијанског и малтешког поријекла). Међународни извјештај о религијским слободама из 2007. извјештава да хришћанска заједница броји 50.000 вјерника, од којих су 20.000 католици. У Annuario Pontificio из 2018, процјењује се да је број католика порастао на 30.700. Међутим, процјењује се да је број тунижанских хришћана око 22.200.
Католичка црква у Тунису има дванаест цркава, девет школа и неколико библиотека широм земље. Поред одржавања религијских служби, Католика црква је отворила самостан, слободно организовала културне дјелатности и обављала добротворне послове широм Туниса. Према црквеним јерарсима, има 2000 протестантских хришћана, већина њих су Тунижани који су прешли у хришћанство.

### Турска
У Турској има 170.000—376.000 вјерника различитих хришћанских конфесија. Антиохијски грчки хришћани (или Мелкити) који углавном живе у Хатајском вилајету, једна су од арапских говорних заједница у Турској и броје око 18.000. Често се идентификују као „рум-православци”, али су понекад познати и као „Арапски хришћани” због своје културе и насљеђа. Антакија (Антиохија), главни град Хатајског вилајета, историјско је средиште и Антиохијске патријаршије и Сиријске православне цркве. Турска је такође дом неколико неарапских хришћанских мањина, као што су Јермени (око 40.000—50.000), Грци (или Хелени; око 3000—5000) и Асирци на југоистоку (око 25.000). Село Токачи у округу Алтинезу има потпуно арапско хришћанско становништво и једно је од ријетких хришћанских села у Турској.

### Јемен
Хришћанство је било распрострањена религија на подручју данашњег Јемена још у 6. вијеку, прије доласка ислама. Данас, то је мањинска религија у Јемену са само неколико хиљада вјерника која је увелико смањена грађанским ратом.